# Gestippelde kathaai
De gestippelde kathaai (Scyliorhinus besnardi) is een vissensoort uit de familie van de kathaaien (Scyliorhinidae). De wetenschappelijke naam van de soort is voor het eerst geldig gepubliceerd in 1970 door Springer & Sadowsky.